# 更换国徽的国家列表
本列表包括世界各国（联合国会员国和未被普遍承认的国家）及部分自治区、特别行政区和政治实体的现行国徽（徽章）与旧国徽（徽章）进行对比。世界上大多数国家都是有更换过国徽的。

## 主要国家和地区
| 国家或地区               | 使用者（地区）                                           | 更换日期                                 | 旧国徽                 | 新国徽                 | 备注 |
| 現行更換國徽的主權國家   | 現行更換國徽的主權國家                                   | 現行更換國徽的主權國家                   | 現行更換國徽的主權國家 | 現行更換國徽的主權國家 | 現行更換國徽的主權國家 |
| ------------------------ | -------------------------------------------------------- | ---------------------------------------- | ---------------------- | ---------------------- | --- |
| 中華民國                 | 中华民国大陆时期 中华民国台湾地区使用                    | 1928年12月17日                           |                        |                        | 1912-1928年，北洋政府使用十二章國徽作為國徽，該設計結合了傳統古代礼服的十二章元素與西方紋章的佈局。袁世凯所建立的中華帝國（1915-1916年）亦沿用北洋政府時期的十二章國徽作为国徽。1924年（民國十三年），時任黃埔軍校（今陸軍官校）總教官的何應欽為學校設計校旗，旗幟以紅色為底，中央放置一個與青天白日旗圖案相同的標誌，白日的光芒則不觸邊。此圖案為時任校長蔣中正所採用。1928年（民國十七年），國民政府制定《中華民國國徽國旗法》，黃埔軍校校旗上的青天白日標誌成為國徽。 |
|                          | 北朝鲜人民委员会 朝鲜民主主义人民共和国使用              | 1948年7月1日                             |                        |                        | 1946年，北朝鲜人民委员会设计的仿照苏联国徽样式的徽章。1948年宪法第101条所规定的国徽图案：“朝鲜民主主义人民共和国国徽为用写有“朝鲜民主主义人民共和国”字样的带子束起的稻穗，中间是雄壮的发电所，其上是光芒四射的五角红星。”这一图案仅使用了两个月。 |
|                          | 朝鲜民主主义人民共和国使用                               | 1948年9月8日                             |                        |                        | 1948年9月9日，朝鮮民主主義人民共和國成立。同時公布新国徽，改为使用水丰水库图案。1992年朝鲜最高人民会议修正了1972年版的朝鲜宪法，在宪法第169条添加了“革命的圣山白头山”字句，并将国徽中的山峰改为白头山的图案。 |
| 蒙古国                   | 蒙古人民共和国 蒙古国使用                                | 1992年2月12日                            |                        |                        | 苏联解体以后，1990年蒙古民主革命，蒙古人民共和国更改国徽 |
| 越南                     | 越南民主共和国 越南社会主义共和国使用                    | 1976年7月2日                             |                        |                        | 目前的国徽启用于1976年7月2日。越南统一以后，1976年7月2日，越南社会主义共和国成立，原北越国徽上的字样被修改，并成为越南国徽，通用于越南全境。 |
|                          | 老挝人民民主共和国使用                                   | 1991年                                   |                        |                        | 现行国徽始用于1991年， 1975至1991年的国徽上有锤子与镰刀的图案。 |
| 科威特                   | 科威特埃米尔使用                                         | 1962年                                   |                        |                        | 现行国徽始用于1962年，1956至1962年的国徽上有原科威特埃米尔的旗帜图案。 |
| 马来西亚                 | 马来西亚联邦使用                                         | 1963年                                   |                        |                        | 现行国徽启用于1963年，新加坡独立前的马来西亚国徽（1963年—1973年）有新加坡徽章，现大红花位置原为新加坡州徽。 |
| 緬甸                     | 缅甸联邦共和国使用                                       | 2008年                                   |                        |                        | 现行国徽于2010年10月21日开始使用，由1974年版缅甸国徽的修改而来。1974年版緬甸國徽中間為緬甸版圖置於一個十四齒的齒輪，齒數象徵緬甸的省和邦，外飾以稻穗；新国徽中间为缅甸版图置于橄榄枝中间，兩頭聖獅為守護獸。兩者之間為花卉狀圖案，頂端為一象徵獨立的五角星。下方是绶带。因国家体制改变，与旧国徽相比，新国徽进行了一定程度的修改，删去了社会主义国家在国徽上经常使用的齿轮、稻穗等图案，改用橄榄枝环绕缅甸版图。 |
| 斯里蘭卡                 | 锡兰及斯里兰卡民主社会主义共和国使用                     | 1972年                                   |                        |                        | 斯里兰卡国徽启用于1972年成为共和国时，由1952年所采用的国徽修改而成 （去除了王冠和书有“锡兰”国名的绶带）。 |
| 柬埔寨                   | 柬埔寨国及柬埔寨王国使用                                 | 1993年                                   |                        |                        | 1992年，柬埔寨人民共和国（柬埔寨国）政权倒台，柬埔寨恢复君主制，因此恢复过去王室徽章为国徽。 |
| 伊朗                     | 伊朗伊斯兰共和国使用                                     | 1980年5月9日                             |                        |                        | 现行国徽由當時的最高精神領袖霍梅尼在1980年5月9日核准。他也是伊朗国旗上的图案。以取代巴列维王朝时期的君主制国徽。 |
| 泰國                     | 泰王国使用                                               | 1910年                                   |                        |                        | 现今国徽由拉玛六世于1910年启用，以取代暹罗王国时期的旧国徽。 |
| 安道尔                   | 安道尔公国使用                                           | 1969年                                   |                        |                        | 现行国徽启用于1949年，1969年进行了部分修改。 |
| 西班牙                   | 西班牙国使用                                             | 1977年1月21日                            |                        |                        | 佛朗哥时期的紋章在1977年1月21日政府对国徽进行了新一次修改，增加了黑鹰翅膀的展开幅度，将两支神柱移向翅膀以内，并将“统一、伟大、自由”的格言标幅移至鹰头之上。 |
| 西班牙                   | 西班牙王国使用                                           | 1981年10月5日                            |                        |                        | 现行版本启用于西班牙民主转型之后，卡洛斯國王全面掌權後，西班牙國旗上刪除了黑鷹圖案，並將紋章圖案簡化，將象徵王權的王冠用以替換無王權象徵的城市冠，在中心部分加入了象徵波旁血統的紋章。1981年正式使用。 |
| 比利时                   | 比利时王国使用                                           | 1837年5月17日                            |                        |                        | 这个版本的国徽是在1837年5月17日开始使用。在国徽的顶端有比利时疆域中9个省的象征旗帜(1995年后为10个省)。 |
| 保加利亚                 | 保加利亚人民共和国及保加利亚共和国使用                   | 1990年                                   |                        |                        | 现行国徽启用于1990年，并由1998年8月4日的国旗国徽法约束，以保加利亚王国时期的中国徽 （1927-46）为基础。东欧剧变后放弃了原社会主义时期的国徽。 |
| 匈牙利                   | 匈牙利人民共和国及匈牙利使用                             | 1990年7月3日                             |                        |                        | 是匈牙利結束共產黨統治之後，於1990年7月3日正式採用的國徽，为盾徽。 |
| 羅馬尼亞                 | 罗马尼亚社会主义共和国及罗马尼亚使用                     | 1989年                                   |                        |                        | 罗马尼亚社会主义共和国国徽，呈椭圆形，中间绘有太阳、森林、石油井、矿山。太阳象征蒸蒸日上，森林象征林木资源，矿山象征矿产资源，石油井象征石油资源，麦穗象征农业，捆绑的三色绶带上写有国名，红星象征共产主义。1989年齐奥塞斯库倒台后被废除。现行国徽系根据罗马尼亚王国于1922年至1947年间所使用之徽章为基础设计。 |
| 羅馬尼亞                 | 罗马尼亚使用                                             | 2016年7月11日                            |                        |                        | 现行国徽系根据罗马尼亚王国于1922年至1947年间所使用之徽章为基础设计，并于1992年9月10日由该国国会采用为该国国徽。國徽的主體由啣著十字架，兩爪分別持鎚及劍的金鷹所構成，在其上的盾樣被分成五塊，分別代表羅馬尼亞的構成。2016年，加上了罗马尼亚铁王冠。 |
| 阿尔巴尼亚               | 阿尔巴尼亚社会主义人民共和国及阿尔巴尼亚共和国使用       | 1998年                                   |                        |                        | 现行国徽是与阿尔巴尼亚国旗一样的红地双头鹰盾徽，但外廓為鑲金邊的盾。鷹頭上是一顶斯坎德培帽。启用于1998年。之前社会主义时期的国徽废弃之后，曾使用过一段时间的无斯坎德培帽、且鑲黑邊的盾的国徽。 |
| 奥地利                   | 奥地利第一共和国及奥地利第二共和国使用                   | 1945年                                   |                        |                        | 现行国徽是自1945年奥地利从纳粹德国解放后所使用的国徽。原一战前奥匈帝国的双头鹰被代表奥地利的单头黑鹰而代替。断裂的铁链代表着1945年奥地利重获自由。锤头与镰刀分别象征着组成奥地利的两大阶级，工人与农民。 |
| 白俄羅斯                 | 白俄罗斯共和国使用                                       | 1995年6月7日                             |                        |                        | 现行国徽在1995年白俄羅斯共和國全民公投通過後起用，取代了原有的柏康利亚徽號。2012年起，白俄罗斯政府修改了国旗和国徽的视觉风格。 |
| 蒙特內哥羅               | 黑山共和国及黑山使用                                     | 2004年7月12日                            |                        |                        | 现行国徽是為一頭金色振翅的雙頭鷹，象徵政教合一。胸前的盾上繪有一隻邁步的獅子，是耶穌基督復活的象徵。鷹頭上有王冠，兩爪持王球和權杖。南斯拉夫解體後，恢復了雙頭鷹徽。現在的國徽於2004年7月12日啟用。 |
| 埃及                     | 阿拉伯联邦共和国及阿拉伯埃及共和国使用                   | 1984年                                   |                        |                        | 现行国徽是一面盾徽，1984年启用，繪有國旗的三色直條，置於一隻薩拉丁之鹰胸前。鷹爪抓住書有「阿拉伯埃及共和國」的飾帶。1972-1984年間的埃及國徽圖案為一隻古萊什之鷹。 |
| 卢旺达                   | 卢旺达共和国使用                                         | 2001年                                   |                        |                        | 现行国徽啟用於2001年，一般認為，這個改動是受盧旺達大屠殺的影響，旧卢旺达国徽上的红色容易让人联想到1994年大屠杀期间血流遍地的场景。 |
| 苏丹                     | 苏丹共和国使用                                           | 1985年                                   |                        |                        | 现行苏丹共和国的国徽，啟用於1969年，為一隻秘書鳥，胸前是馬赫迪之盾。上方的綬帶書有國家格言「勝利屬於我們」，下方以阿拉伯语書有國名。1985年对国徽进行了部分修改。 |
| 圣马力诺                 | 圣马力诺共和国使用                                       | 14世纪及2011年修改                       |                        |                        | 之前的2011年标准化圣马力诺的盾形纹章。值得注意的还是用在圣马力诺政府门户网站。 |
|                          | 佛得角共和国使用                                         | 1992年                                   |                        |                        | 1992年佛得角对国徽的更换，象征着该国在意识形态上与同属葡萄牙前殖民地的几内亚比绍的分离，更强调佛得角的大西洋国家属性。 |
| 刚果民主共和国           | 刚果民主共和国使用                                       | 2006年2月18日                            |                        |                        | 现行刚果民主共和国的国徽，啟用於2006年2月18日，與扎伊爾的國徽類似。 |
|                          | 土库曼斯坦使用                                           | 2003年                                   |                        |                        | 现国徽為伊斯兰八角星形。中間是藍地、圓形，繪有一匹阿哈爾捷金馬，外圍圓環繪有五個地氈圖案（代表五個部落，也出現在國旗上）。最外圍上有新月抱五顆五角星圖案，並以麥穗和棉花裝飾。之前版本国徽1992年至2003年為圓形。 |
|                          | 吉尔吉斯共和国使用                                       | 1994年1月3日                             |                        |                        | 啟用於1994年1月3日，国徽為圓形，以藍、金為主色。中間上方為太陽在天山升起之景象，下為展翅的雄鷹。外圍書有「吉尔吉斯共和国」，並以麥穗和棉花裝飾；2016年6月2日重新修改。 |
| 纳米比亚                 | 西南非洲及纳米比亚共和国使用                             | 1990年                                   |                        |                        | 现国徽正式启用于1990年，以替代从1981年开始使用的旧式国徽，目前國徽為一盾徽，上為國旗圖樣。護盾獸為代表勇氣、優雅、自豪的直角羚。地上有当地沙漠植物百歲蘭，象徵堅韌不屈的精神。盾上方有吼海雕，象徵領袖的遠見，其所站立的花環圖案為鑽石形，代表國家的礦產和傳統。飾帶書有國家格言“團體、自由、正義”。 |
| 南非                     | 南非联邦及南非共和国使用                                 | 2000年4月27日                            |                        |                        | 现国徽正式启用于2000年4月27日，以替代从1910年开始使用的旧式国徽，象征南非正式与种族隔离制度作别。南非旧国徽曾在1930年和1932年两度修改图案。 |
| 伊拉克                   | 伊拉克共和国使用                                         | 2008年                                   |                        |                        | 大体框架形成于1965年，2008年进行了最新修改。 |
| 俄羅斯                   | 俄罗斯联邦使用                                           | 1993年11月30日                           |                        |                        | 现代的俄罗斯国徽由1993年总统令发布，随后于2000年12月20日由总统弗拉基米尔·普京签署写入联邦法。苏联解体以后，俄罗斯联邦一度使用修改后的俄罗斯苏维埃联邦社会主义共和国国徽。 |
|                          | 格鲁吉亚共和国使用                                       | 2004年10月                               |                        |                        | 啟用於2004年10月1日，仿照巴格拉特王朝徽號設計。之前使用的国徽为格鲁吉亚民主共和国国徽。七角星形，中间圆形为圣乔治，之上有日月和五颗八角星。 |
| 北賽普勒斯               | 北塞浦路斯土耳其共和国使用                               | 2007年11月2日                            |                        |                        | 北賽普勒斯國徽與賽普勒斯共和國國徽非常相似。不同之處在于增加了星月標誌；圖案上的年份由1960年變成了北賽普勒斯共和國成立的1983年。北塞浦路斯国徽最初启用于1983年11月15日，2007年11月2日重新修改国徽。 |
|                          | 波斯尼亚和黑塞哥维那使用                                 | 1998年5月18日（正式使用）                |                        |                        | 现行聯邦国徽为一盾徽，图案与波斯尼亚和黑塞哥维那国旗相同。在南斯拉夫内战结束前的波斯尼亚和黑塞哥维那共和国的国徽为百合花饰的盾徽。 |
| 波士尼亞與赫塞哥維納聯邦 | 波士尼亞與赫塞哥維納聯邦使用                             | 2007年（正式使用）                       |                        |                        | 现行国徽为一盾徽，图案与波斯尼亚和黑塞哥维那国旗相同。波士尼亞和赫塞哥維納憲法法院曾在2006年裁定波士尼亞和赫塞哥維納聯邦國旗和聯邦國徽違憲並且須於9月前更換。在2007年3月31日，憲法法庭將他們的決定列入「波士尼亞與赫塞哥維納官方公報」，正式將先前的波士尼亞和赫塞哥維納聯邦國旗與聯邦國徽移除。 目前波士尼亞和赫塞哥維納聯邦還沒有設立新的國旗及國徽，而是以波士尼亞和赫塞哥維納国旗和国徽作為暫時的解決方案。 |
| 顿涅茨克人民共和国       | 顿涅茨克人民共和国使用                                   | 2014年4月7日                             |                        |                        | 现行国徽为简化版本的双头鹰国徽，原国徽为不带红色盾形背景的版本,中间有一只头戴三顶皇冠的双头鹰。鹰爪抓着带球十字架和权杖。胸前的小盾绘有骑着白马斩龙的圣乔治。 |
| 卢甘斯克人民共和国       | 卢甘斯克人民共和国使用                                   | 2014年10月                               |                        |                        | 现行国徽为是一个类似社会主义纹徽样式的国徽，中间为红色五角星，周围为麦穗，麦穗周围为国旗绶带，绶带下面带有俄文国名卢甘斯克人民共和国，麦穗顶部有八角星，绶带外围有环围的树叶。卢甘斯克人民共和国7月设计的国徽为绶带、麦穗以及白马、树濑、火焰、和阳光组成的类盾徽。 |
| 圣基茨和尼维斯           | 圣基茨和尼维斯使用                                       | 1983年                                   |                        |                        | 现行国徽启用于1967年，1983年进行修改。 |
| 委內瑞拉                 | 委内瑞拉玻利瓦尔共和国使用                               | 2006年3月12日                            |                        |                        | 初启用于1836年4月18日，现行国徽启用于1954年，2006年进行修改，将奔跑的白马由向右改为向左。这是委国前任总统乌戈·查韦斯在2006年宪法中修改的，但不为反对派承认。 |
|                          | 澳大利亚联邦使用                                         | 1912年9月19日                            |                        |                        | 其最初于1908年5月7日由爱德华七世授予，而现版本则于1912年9月12日由乔治五世授予。但旧版本仍然在一些场合使用，例如在六便士上一直使用到1966年。 |
| 马达加斯加               | 马达加斯加共和国使用                                     | 1998年                                   |                        |                        | 现行国徽首启用于1993年，1998年进行了部分修改。 |
| 賴索托                   | 莱索托王国使用                                           | 2006年                                   |                        |                        | 现行国徽首启用于1968年10月4日，2006年进行了部分修改。 |
|                          | 达荷美共和国和贝宁共和国使用                             | 1990年                                   |                        |                        | 该国徽启用于1964年，时称达荷美共和国国徽，1975年共产主义政权成立后该国徽废除，1990年贝宁恢复多党制后重新使用此国徽。 |
| 布吉納法索               | 布基纳法索使用                                           | 1997年                                   |                        |                        | 现行版本启用于1997年，仿照上沃尔特共和国国徽设计。 之前使用的国家类似于社会主义纹徽。 |
|                          | 厄立特里亚使用                                           | 1993年5月24日                            |                        |                        | 现行国徽首启用于1993年，在此之前，被埃塞俄比亚吞并时(1952-1962年)曾使用简单的桂冠花环国徽。 |
| 刚果共和国               | 刚果共和国使用                                           | 1991年                                   |                        |                        | 现行国徽为一黄地盾徽。绘有一只呈忿怒状、右爪持火炬的红色绿爪绿舌狮子，中有绿色波浪纹。 该国徽于1963年启用，1970年废除，2003年再度启用。 |
|                          | 马里共和国使用                                           | 1973年10月20日                           |                        |                        | 該國獨立不久後便設計了第一枚國徽，而當時的樣式除了顏色不同外便與現時的設計幾乎相同。其中舊國徽的背景顏色是紅色，並以一個中等寬度的綠邊圍繞著。後來，新國徽在1973年10月20日根據國家解放軍事委員會第56號法令的頒佈而正式採用，並自此會於官方文件上使用。 |
| 利比亞                   | 利比亚国使用                                             | 2016年                                   |                        |                        | 自2011年利比亞內戰后，利比亞政府尚未設計确定新國徽。2013年起，利比亞國驻外使馆及护照所使用的星月徽章作为國徽。原卡扎菲时期之國徽是一面盾徽。盾上繪有國旗，置於一隻左視的古萊什之鷹胸前。鷹爪抓住書有 「阿拉伯聯邦共和國」的飾帶。 |
|                          | 科特迪瓦共和国使用                                       | 2014年                                   |                        |                        | 该国徽启用于1964年，2014年进行了部分修改。 |
|                          | 科摩罗联盟使用                                           | 2016年                                   |                        |                        | 现行国徽启用于1978年， 2016年进行部分调整。 |
| 中非                     | 中非帝国及中非共和国使用                                 | 1979年9月20日                            |                        |                        | 现行国徽首启用于1963年5月17日，中非被改为君主制后，国徽亦改加带皇冠、更改部分文字；在中非帝国皇帝博卡萨一世倒台后，恢复使用原国徽。 |
| 突尼西亞                 | 突尼斯使用                                               | 1987年                                   |                        |                        | 现行国徽启用于1963年，1987年进行部分修改。 |
| 阿尔及利亚               | 阿尔及利亚民主人民共和国使用                             | 1976年                                   |                        |                        | 现行国徽样式启用于1971年，1976年进行部分修改。 |
| 夏威夷州                 | 夏威夷州使用                                             | 1959年                                   |                        |                        | 现行徽章样式启用于1894年（夏威夷共和国使用），1959年进行部分修改。 |
| 莫桑比克                 | 莫桑比克人民共和国及莫桑比克使用                         | 1990年                                   |                        |                        | 现行国徽样式启用于1982年，1990年进行部分修改，本国徽属于社会主义纹徽。 |
|                          | 塔吉克斯坦共和国使用                                     | 1993年                                   |                        |                        | 现行国徽于1993年启用，為圓形，中為旭日初升於帕米爾高原之象，上為五垛王冠和七顆五角星，下為書本。外圍以紅白綠三色綬帶束縛的麥穗和棉花。取代之前带有狮子的旧国徽。 |
| 巴基斯坦                 | 巴基斯坦伊斯兰共和国使用                                 | 1955年                                   |                        |                        | 现行国徽启用于1955年，之前使用一个临时的政府徽章作为国徽。 |
|                          | 孟加拉人民共和国使用                                     | 1972年2月28日                            |                        |                        | 现行国徽启用于1972年，孟加拉独立战争时期，之前使用孟加拉人民共和国临时政府徽章作为国徽。 |
| 菲律賓                   | 菲律宾第三共和国使用                                     | 1946年7月3日                             |                        |                        | 现行国徽启用于1946年，之前菲律宾第二共和国的国徽是三角形的。 |
| 东帝汶                   | 东帝汶民主共和国使用                                     | 2007年5月20日                            |                        |                        | 目前的国徽自1975年11月28日东帝汶第一次独立时曾经使用，1976年1月11日被印度尼西亚占领当局禁止，2007年5月20日复用。 |
| 阿联酋                   | 阿拉伯联合酋长国使用                                     | 2008年3月22日                            |                        |                        | 原来的国徽启用于1973年，与新国徽的差别在于隼胸前的圆绘有阿拉伯三角帆船，外围以锁链。 |
| 斯洛伐克                 | 斯洛伐克共和国使用                                       | 1993年1月1日                             |                        |                        | 现行国徽首次使用于 1919年6月13日，其始於1848年革命。於1914年成為捷克斯洛伐克國徽一部分，1961年至1989年因被指為「斯洛伐克国」象徵而被禁，代之以繪有斯洛伐克民族解放運動的火熽和克里萬峰圖案的盾徽。1990年3月1日恢復法定地位，並在1992年9月3日被定為即將獨立的斯洛伐克的國徽。 |
| 塞爾維亞                 | 塞尔维亚共和国使用                                       | 2004年8月17日（首次使用为1882年6月16日） |                        |                        | 现行国徽样式启用于2004年，2010年进行部分修改。 |
| 義大利                   | 意大利共和国使用                                         | 1948年5月5日                             |                        |                        | 现行国徽样式启用于1948年，以取代意大利王国时期的君主制国徽。 |
| 奈及利亞                 | 尼日利亚联邦共和国使用                                   | 1960年5月20日                            |                        |                        | 现行国徽样式启用于1960年，1979年进行部分修改。 |
| 托克勞                   | 托克劳使用                                               | 2008年5月                                |                        |                        | 托克劳议会于2008年5月批准了国徽的设计，同时通过了托克劳旗帜的设计。在这之前，托克劳一直使用新西兰国旗和国徽。 |
| 斐济                     | 斐济共和国使用                                           | 1908年7月4日                             |                        |                        | 现行国徽样式于1908年7月4日制定，之前的国徽为斐济王国时期的国徽（1871-1874）。 |
| 新西兰                   | 新西兰使用                                               | 1911年8月26日                            |                        |                        | 现行国徽启用于1911年8月26日， 1956年对国徽进行部分修改。 |
| 萨摩亚                   | 萨摩亚独立国使用                                         | 1962年                                   |                        |                        | 现行国徽启用于1962年，该国徽基于西萨摩亚国徽（1951-1962）设计。 |
| 智利                     | 智利共和国使用                                           | 1834年6月26日                            |                        |                        | 现行国徽启用于1834年6月26日，为盾形，由英国设计师查理·伍德·泰勒（Charles Wood Taylor）设计。上为蓝，下为红，中间的五角星。 |
| 苏里南                   | 苏里南共和国使用                                         | 1975年11月25日                           |                        |                        | 现行国徽启用于1975年11月25日，中央图案为椭圆形盾徽，左方绘有帆船，右方绘有棕榈树，中间为一颗五角星。盾徽由两名持弓箭的印第安人守护。绶带书有国家格言“信仰、正义、忠诚”。该国徽基于从1959年到1975年使用的版本设计。 |
| 哥伦比亚                 | 哥伦比亚共和国使用                                       | 1834年5月9日                             |                        |                        | 现行国徽启用于1834年5月9日，1863年哥伦比亚合众国成立时曾更改国徽样式，1886恢复原国徽。 |
| 巴西                     | 巴西联邦共和国使用                                       | 1992年                                   |                        |                        | 现行国徽样式启用于1889年11月19日，1992年进行目前的最后一次修改。 |
| 秘魯                     | 秘鲁共和国使用                                           | 1950年                                   |                        |                        | 目前的秘鲁国徽启用于1950年，早期国徽样式为1825年所制定，1950年作部分修改。 |
| 巴拉圭                   | 巴拉圭共和国使用                                         | 2013年                                   |                        |                        | 目前的国徽最早的版本于1820年开始使用，1957年对国徽正反面图案进行修改一次，目前的版本修改于2013年。 |
|                          | 厄瓜多尔共和国使用                                       | 1900年                                   |                        |                        | 目前的厄瓜多尔国徽启用于1900年，为一椭圆形盾徽。 |
| 阿根廷                   | 阿根廷共和国使用                                         | 1944年                                   |                        |                        | 阿根廷国徽源于1813年，定形于1944年。 |
| 牙买加                   | 牙买加使用                                               | 1962年                                   |                        |                        | 目前的国徽源自于1875年到1906年的殖民地徽章， 1962年制定为牙买加国徽。 |
| 海地                     | 海地共和国使用                                           | 1986年                                   |                        |                        | 目前的国徽啟用於1807年，目前的樣式用於1986年。海地憲法第三條對國旗和國徽有所規定。 |
| 薩爾瓦多                 | 萨尔瓦多共和国使用                                       | 1912年9月15日                            |                        |                        | 现行国徽启用于1912年9月15日，以取代之前的旧国徽。 |
|                          | 哥斯达黎加共和国使用                                     | 1998年5月5日                             |                        |                        | 现行国徽启用于1848年， 1998年5月5日变更加入到烟雾火山) |
|                          | 伯利兹使用                                               | 1981年                                   |                        |                        | 现行国徽启用于1981年，样式源自于1907年到1981年的英属洪都拉斯徽章。 |
| 墨西哥                   | 墨西哥合众国使用                                         | 1968年9月16日                            |                        |                        | 现行国徽启用于1968年9月16日，以取代1934年2月5日到1968年9月16日的旧国徽。 |
| 加拿大                   | 加拿大联邦使用                                           | 1994年                                   |                        |                        | 现行国徽使用于1994年，图案为一只头戴王冠的金狮，手持一片红色枫叶，站在一顶王冠和头盔之间。1994年以来改作枫叶形式。 |
| 尚比亞                   | 赞比亚共和国使用                                         | 1964年10月24日                           |                        |                        | 现行国徽使用于1964年10月24日，中心图案为盾形，绘有黑白相间的垂直波纹，图案源自中非联邦的国徽。 |
| 辛巴威                   | 津巴布韦共和国使用                                       | 1981年                                   |                        |                        | 现行国徽啟用於1981年9月21日。為盾徽，上方繪有水紋，下方綠地，繪有大津巴布韋遺址。花環上有津巴布韋鳥，位於紅色五角星之前。盾後有交叉的鋤頭和步槍，兩側由捻角羚扶持。下方的黃土地有小麥、圓木、棉花和玉米。綬帶書有國家格言「統一、自由、勞動」。 |
| 塞族共和國               | 塞族共和国使用                                           | 2007年                                   |                        |                        | 为一圆形徽章，内有国旗绶带和塞尔维亚语的国名：塞族共和国。以及在树叶缠绕的国旗圆盾之上有PC的国名简写，上下皆有王冠，以表示与塞尔维亚共和国历史上的关系。另有一种并用的國徽为双头鹰國徽，亦為南斯拉夫内战及波黑内战中独立的塞族共和国所使用的国徽，双头鹰也是塞尔维亚国徽的组成元素。 |
| 印度尼西亞               | 印度尼西亚共和国使用                                     | 1950年2月11日                            |                        |                        | 1950年2月11日被采纳为国徽。 |
| 希腊                     | 希腊共和国使用                                           | 1975年6月7日                             |                        |                        | 目前的国徽由艺术家科斯塔斯·格拉马托普洛斯设计，于1975年6月7日由第48法通过（ΦΕΚ Α΄ 108/7.6.1975）。 |
| 冰島                     | 冰岛使用                                                 | 1944年7月1日                             |                        |                        | 1944年7月1日被采纳为共和国国徽。 |
| 南蘇丹                   | 南苏丹使用                                               | 2011年7月9日                             |                        |                        | 2011年7月9日被采纳为南苏丹共和国国徽。 |
| 愛爾蘭                   | 爱尔兰共和国使用                                         | 1945年                                   |                        |                        | 目前的国徽自1945年起使用，1945年之前官方正式使用英国国徽。 |
| 馬爾他                   | 马耳他共和国使用                                         | 1988年                                   |                        |                        | 目前的马耳他国徽启用于1988年，为盾徽，图案与国旗同。 |
|                          | 圭亚那合作共和国使用                                     | 1966年2月25日                            |                        |                        | 现行国徽样式启用于1966年，为一盾徽。1966年进行目前的最后一次修改。 |
| 毛里塔尼亚               | 毛里塔尼亚伊斯兰共和国使用                               | 1958年4月1日                             |                        |                        | 现行国徽样式启用于1958年，为一盾徽。2018年进行目前的最后一次修改。 |
| 尼泊尔                   | 尼泊尔联邦共和国使用                                     | 2006年12月30日                           |                        |                        | 目前的样式在尼泊爾內戰後於2006年12月30日開始採用。圖案由上而下包括尼泊爾國旗、珠穆朗瑪峰、綠色的丘陵、版圖、黃色的平原區、一對互握的手 (象徵兩性平等)。周圍飾有杜鵑花 (國花)，下有紅色飾帶，以梵文書有國家格言：जननी जन्मभूिमश्च स्वर्गादपि गरीयसी (母親與祖國勝於天堂)。 早期國徽上中央濕婆神、左右各有一名廓爾喀人，修改後的徽上有王冠、廓爾喀之神 （廓爾喀人的守護神）的腳印、兩面國旗、兩面廓爾喀刀、喜瑪拉雅山脈、白色的牛、綠尾虹雉。左右各有一名廓爾喀人，下面的花和飾帶與新版並無分別。 |
| 尼泊尔                   | 尼泊尔联邦共和国使用                                     | 2020年6月13日                            |                        |                        | 2020年6月13日，将国徽当中尼泊尔版图修改为新版尼泊尔地图，其中包括尼泊尔-印度边境的卡拉帕尼、里普列克和林比亚杜拉等地区。2020年6月13日，尼泊尔议会通过决议，在新版尼泊尔地图将尼泊尔-印度边境的卡拉帕尼、里普列克和林比亚杜拉等地区标记为尼泊尔领土，印方对此表示抗议。 |
| 白俄羅斯                 | 白俄罗斯共和国使用                                       | 2020年2月                                |                        |                        | 2020年2月，白俄羅斯國民議會決議更新國徽，其中以白俄羅斯為中心的地球增加了歐洲部分的面積，同時減少俄羅斯的比例，國徽中央的國家輪廓自綠色改為金色。 |
| 利比亞                   | 利比亚国使用                                             | 2021年                                   |                        |                        | 在利比亚政治对话论坛的会议后，新一届的民族团结政府于2021年3月成立。联合政府采用了印有星月 设计的纹章。周围并有阿拉伯语：， "Government of National Unity - State of Libya". 印章由阿德利·阿卡里设计。 |
| 阿富汗伊斯蘭酋長國       | 阿富汗伊斯兰酋长国及阿富汗伊斯兰共和国使用               | 2021年                                   |                        |                        | 该国徽最早启用于1996年，2021年塔利班重新掌权后啟用。 |
| 叙利亚                   | 阿拉伯叙利亚共和国叙利亚复兴党政权以及叙利亚过渡政府使用 | 2025年7月3日                             |                        |                        | 2025年7月3日，叙利亚新国徽正式启用。新国徽图案为一只雄鹰，其灵感源自巴尔米拉古城的古老图案，鹰顶三颗星，取自叙利亚国旗，代表大马士革、阿勒颇和代尔祖尔三个地区。雄鹰拥有十四根羽毛，象征着叙利亚的十四个省。鹰尾的五根羽毛则象征着叙利亚的五个主要地理区域：北、东、西、南、中。 |
| 歷史上更換國徽的主權國家 |                                                          |                                          |                        |                        | |
| 苏联                     | 蘇聯使用                                                 | 1956年                                   |                        |                        | 苏联加盟共和国在苏德战争之前不久增加到16个，但国徽直到战后才反映出这一变化。根据1946年6月26日苏联最高苏维埃主席团做出的决定，国徽上体现所有16个加盟共和国。苏联国家格言在16条丝带上以16种文字写成（增加了爱沙尼亚文、拉脱维亚文、立陶宛文、摩尔多瓦文、芬兰文），另外阿塞拜疆文、土库曼文、乌兹别克文、塔吉克文、哈萨克文、吉尔吉斯文格言因从拉丁字母改用西里尔字母而更新。1956年，卡累利阿-芬蘭蘇維埃社會主義共和國改為卡累利阿蘇維埃社會主義自治共和國，這一调整很快反映在国徽上。苏联最高苏维埃主席团1956年9月12日规定，去掉国徽上的芬兰文丝带。另一处小修改是苏联最高苏维埃主席团1958年4月1日对白俄罗斯文的微调。 |
| 东德                     | 東德使用                                                 | 1955年                                   |                        |                        | 最初启用于1950年1月12日，仿照了蘇聯國徽的样式，为白地，仅绘有锤子和穗束，代表德意志民主共和国是一个工农国家。圆规和三色带在1953年5月28日被加上，而红地是在1959年9月26日才被加上。1959年10月1日被添加到东德国旗上。德意志民主共和國國徽為圓形、紅地，上繪金色的錘子 （代表工人）和圓規 （代表知識份子），外環飾以被黑紅金三色帶束起的黑麥穗束 （代表農民）。 |
| 阿富汗伊斯兰共和国       | 阿富汗伊斯兰共和国使用                                   | 2013年                                   |                        |                        | 现行版本国徽启用于2013年，是对2004年阿富汗国徽版本的风格化和标准化。 |
| 叙利亚                   | 阿拉伯叙利亚共和国使用                                   | 1967年                                   |                        |                        | 现行国徽根据1964年《阿拉伯叙利亚共和国宪法》制定，1980年作出最新修改。值得注意的是，叙利亚1972年到1977年期间，曾加入阿拉伯联邦共和国，曾与埃及、利比亚使用相同国徽直到1980年。 |

## 苏联加盟共和国国徽对比
苏联加盟共和国国徽具有极大的共通性，都以共产主义的代表符号镰刀锤子和红星作为主要特征，在国徽下部也全部拥有升阳标识（尽管实际上拉脱维亚位于波罗的海之东，可以解释为日落），被小麦花环所围绕（卡累利阿-芬兰使用的是黑麦花环）。用各国语言和俄语写就于绶带上的苏联国家格言「全世界無產者，聯合起來！」也会缠绕于两侧。 除去这些主题外，各国国徽特征主要为地形地貌、经济特点和文化特征。
下表列出各加盟共和国在苏联解体前所使用的国徽。为了方便对比，各继承政权今日所使用的国徽也在表中展示。可以看出一些亚洲国家今日的国徽与苏维埃时期的国徽存在一些相似之處，而欧洲国家则普遍使用它们在苏维埃时期前的传统标识。白俄罗斯在1991至1995年曾使用传统的柏康理亚骑士徽章作为国徽，不过之后采用的新国徽与苏维埃时期相近。另外，自行宣布独立的德涅斯特河沿岸摩尔达维亚共和国（被认为是摩尔多瓦共和国的一部分，未被普遍承认的国家）的国徽是在摩尔达维亚苏维埃社会主义共和国国徽的基础上改制而成的。

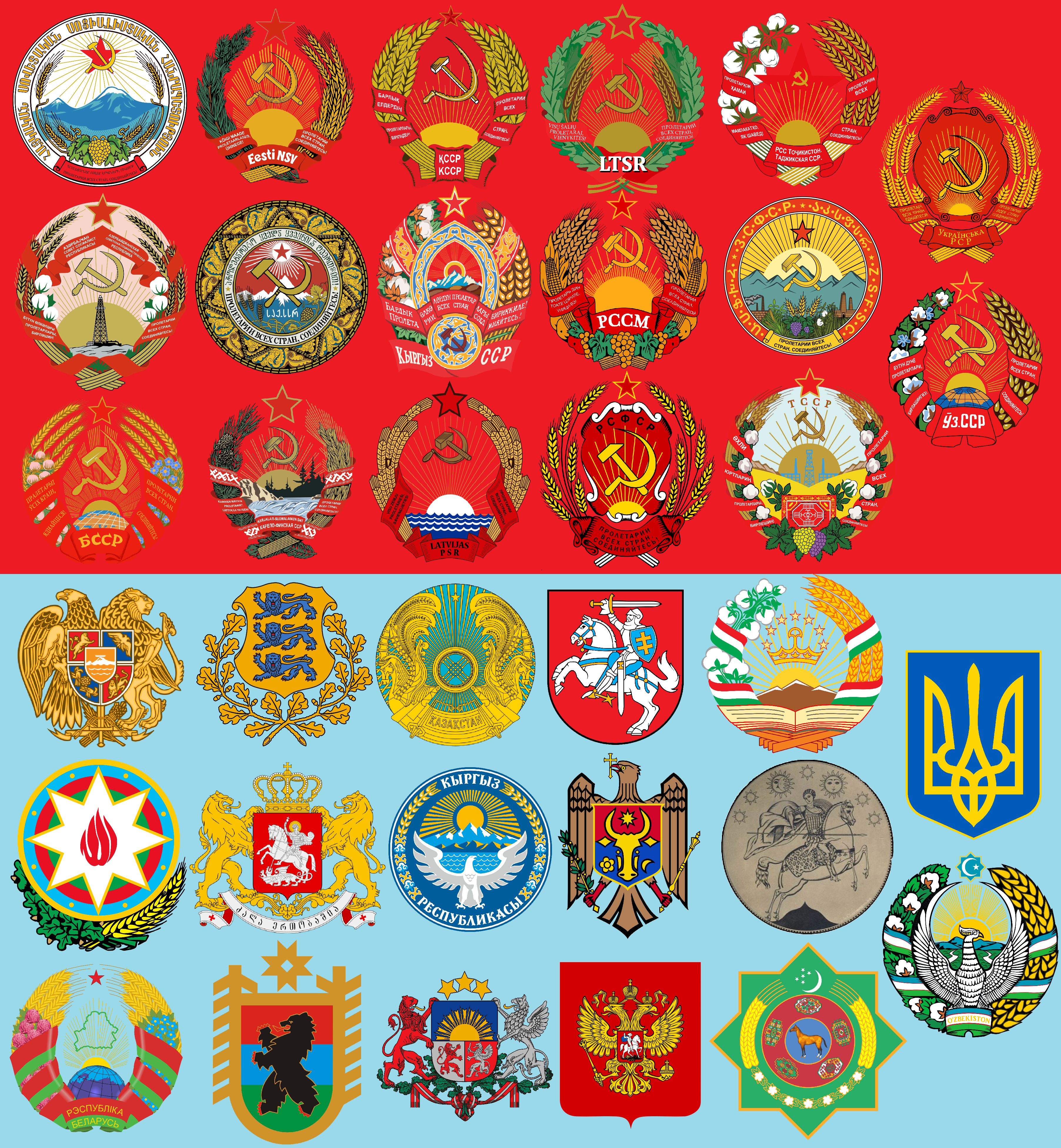
蘇聯解體前後各加盟共和國的國徽。請注意，外高加索蘇維埃聯邦社會主義共和國（第二排第五個）不再作為任何形式的政治實體存在，並且標誌是非官方的。

| 加盟共和国国徽 | 加盟共和国                     | 更换国徽年份 | 现今共和国 | 现今国徽 |
| -------------- | ------------------------------ | ------------ | ---------- | -------- |
|                | 俄罗斯苏维埃联邦社会主义共和国 | 1993年       | 俄羅斯     |          |
|                | 乌克兰苏维埃社会主义共和国     | 1992年       | 乌克兰     |          |
|                | 白俄罗斯苏维埃社会主义共和国   | 1995年       | 白俄羅斯   |          |
|                | 烏茲別克蘇維埃社會主義共和國   | 1992年       |            |          |
|                | 哈薩克蘇維埃社會主義共和國     | 1992年       |            |          |
|                |                                | 2004年       |            |          |
|                | 亞塞拜然蘇維埃社會主義共和國   | 1990年       |            |          |
|                | 立陶宛蘇維埃社會主義共和國     | 1991年       | 立陶宛     |          |
|                | 摩爾達維亞蘇維埃社會主義共和國 | 1990年       | 摩尔多瓦   |          |
|                | 拉脫維亞蘇維埃社會主義共和國   | 1990年       | 拉脫維亞   |          |
|                | 吉爾吉斯蘇維埃社會主義共和國   | 1994年       |            |          |
|                | 塔吉克蘇維埃社會主義共和國     | 1993年       |            |          |
|                | 亞美尼亞蘇維埃社會主義共和國   | 1992年       | 亞美尼亞   |          |
|                | 土库曼苏维埃社会主义共和国     | 1992年       |            |          |
|                | 爱沙尼亚苏维埃社会主义共和国   | 1993年       | 爱沙尼亚   |          |

## 前南斯拉夫加盟共和国国徽对比
南斯拉夫社會主義聯邦共和國的國徽為圓形，中間為代表六個共和國團結的火炬，周飾以麥穗，上有代表共產主義的紅色五角星。綬帶上寫的日期1943年11月29日即決定以聯邦制構築戰後的國體的日子。六個共和國的國徽皆以此為基礎。
| 加盟共和国国徽 | 南斯拉夫共和国             | 更换国徽年份 | 之后或现今共和国     | 现今国徽 |
| -------------- | -------------------------- | ------------ | -------------------- | -------- |
|                | 南斯拉夫社會主義聯邦共和國 | 1992年       | 塞爾維亞與蒙特內哥羅 |          |
|                | 塞爾維亞社會主義共和國     | 2004年       | 塞爾維亞             |          |
|                | 克羅埃西亞社會主義共和國   | 1990年       |                      |          |
|                | 斯洛維尼亞社會主義共和國   | 1991年       | 斯洛維尼亞           |          |
|                | 塞爾維亞社會主義共和國     | 2008年       | 科索沃               |          |
|                | 塞爾維亞社會主義共和國     | 2002年       | 自治省               |          |
|                | 馬其頓社會主義共和國       | 2009年       | 北馬其頓             |          |
|                | 社會主義共和國             | 1998年       |                      |          |

## 部分已不存在的國家國徽对比
| 更換前之國徽 | 獨立主權國家             | 更换国徽年份 | 現今國家實體                                           | 政權之後國徽 |
| ------------ | ------------------------ | ------------ | ------------------------------------------------------ | ------------ |
|              | 北也門                   | 1974年       | 葉門                                                   |              |
|              | 南也門                   | 1970年       | 葉門                                                   |              |
|              | 埃及王國                 | 1953年       | 埃及                                                   |              |
|              | 奥匈帝国                 | 1815年       | 奥地利 · 匈牙利                                        |              |
|              | 捷克斯洛伐克             | 1989年       | 捷克 · 斯洛伐克                                        |              |
|              | 蒙古人民共和国           | 1960年       | 蒙古国                                                 |              |
|              | 图瓦人民共和国           | 1943年       | 图瓦共和国                                             |              |
|              | 罗马尼亚社会主义共和国   | 1965年       | 羅馬尼亞                                               |              |
|              | 匈牙利人民共和国         | 1957年       | 匈牙利                                                 |              |
|              | 莫桑比克人民共和国       | 1982年       | 莫桑比克                                               |              |
|              | 阿富汗民主共和国         | 1980年       | 阿富汗                                                 |              |
|              | 埃塞俄比亚人民民主共和国 | 1987年       | 衣索比亞                                               |              |
|              | 柬埔寨人民共和国         | 1989年       | 柬埔寨                                                 |              |
|              | 南斯拉夫王国             | 1943年       | 塞爾維亞 · 北馬其頓 · 蒙特內哥羅 · 科索沃 · 斯洛維尼亞 |              |
|              | 保加利亚人民共和国       | 1971年       | 保加利亚                                               |              |
|              | 克羅埃西亞社會主義共和國 | 1947年       |                                                        |              |